# María Conchita Alonso

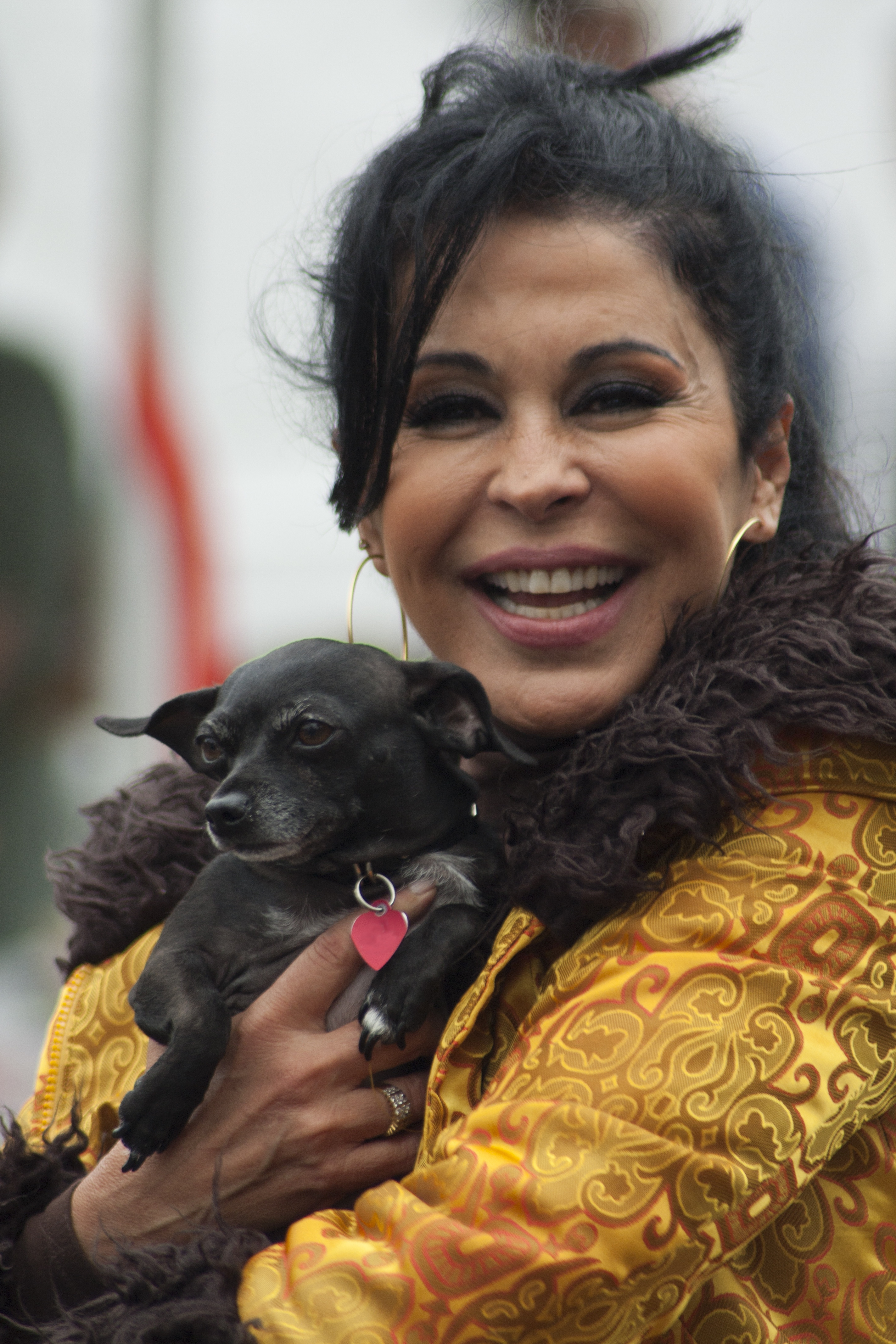
María Conchita Alonso beim LA Pride (2011)

María Conchita Alonso (* 29. Juni 1957 in Cienfuegos, Kuba) ist eine US-amerikanische Schauspielerin und Sängerin kubanischer Abstammung.

## Leben
Die Eltern von Alonso, Ricardo Alonso und Conchita Bustillo, zogen nach Venezuela als sie fünf Jahre alt war. Sie wuchs in Caracas auf. Im Jahr 1971 wurde sie „Miss Teenager of the World“, im Jahr 1975 „Miss Venezuela“. Sie spielte in einigen in Venezuela produzierten Filmen und Fernsehserien. Im Jahr 1982 zog sie in die USA.
Als Mitglied der Musikgruppe Ámbar seit dem Jahr 1979 und als selbstständig auftretende Sängerin seit 1982 erhielt Alonso drei Nominierungen für den Grammy Award.
Der erste in den USA produzierte Film mit Alonso war die Komödie Moskau in New York (1984), in der sie neben Robin Williams eine der Hauptrollen spielte. Im Thriller Running Man (1987) spielte sie an der Seite von Arnold Schwarzenegger. Im Filmdrama Das Geisterhaus (1993) trat sie neben Meryl Streep, Glenn Close, Jeremy Irons, Winona Ryder und Antonio Banderas auf.
Für die Rolle im Thriller Caught – Im Netz der Leidenschaft (1996) wurde Alonso im Jahr 1997 für den Independent Spirit Award nominiert. Für die Rolle im Fernsehdrama Im Netz der Dunkelheit (1998) gewann sie 1999 den ALMA Award.
Alonso erhielt im Oktober 2005 die US-amerikanische Staatsbürgerschaft.

## Filmografie (Auswahl)
- 1979: Solon
- 1982: Knight Rider (Fernsehserie, Folge 1x13)
- 1984: Moskau in New York (Moscow on the Hudson)
- 1984: Fear City – Manhattan 2 Uhr nachts (Fear City)
- 1986: Ärger, nichts als Ärger (A Fine Mess)
- 1986: Gangster Kid (Touch and Go)
- 1987: Ausgelöscht (Extreme Prejudice)
- 1987: Running Man (The Running Man)
- 1988: Colors – Farben der Gewalt (Colors)
- 1989: Vampire’s Kiss
- 1990: Predator 2
- 1991: McBain
- 1993: Das Geisterhaus (The House of the Spirits)
- 1996: Caught – Im Netz der Leidenschaft (Caught)
- 1996: Die Rache des Kartells (For Which He Stands)
- 1996: Ein Grab zuviel (Catherine’s Grove)
- 1998: Bedrohliche Begierde (Exposé)
- 1998: Im Netz der Dunkelheit (My Husband’s Secret Life)
- 2000: Chain of Command – Helden sterben nie (Chain of Command)
- 2000: Ready to Rumble (Knockout)
- 2003: Heart of America
- 2004: Return to Babylon
- 2006: Desperate Housewives
- 2006: Material Girls
- 2009: Spread
- 2009: Bloodsport – The Red Canvas (The Red Canvas)
- 2009: Toy Boy
- 2009: Dark Moon Rising
- 2009: Maneater
- 2010: Tranced
- 2011: Without Men
- 2011: The Lords of Salem
- 2013: Return to Babylon
- 2014: The 18th Annual Satellite Awards
- 2015: Blood Fighter – Hölle hinter Gittern (Art of Submission)
- 2015: November Rule
- 2017: Kill em' All
- 2017: Entrevista Con?
- 2017: Beyond Brotherhood (Mas Que Hermanos)
- 2018: Off the Menu
- 2018: ¡He matado a mi marido!
- 2019: I’d Like to Be Alone Now
- 2019: The I-Land (Fernsehserie, vier Folgen)
- 2020: Into the Dark (Fernsehserie, Folge 2x09)
- 2021: Take Me to Tarzana
- 2021: FraXtur (Fernsehserie, drei Folgen)
- 2022: Jezabel
- 2022: Vampiras – The Brides
- 2022: The Garcias (Fernsehserie, zwei Folgen)
- 2023: Coffee Wars
- 2023: Proof Sheet
- 2024: Sallywood
- 2024: Tötet sie! 2 (Kill'em All 2)
- 2024: Pepito's Mamadas (Fernsehserie, sechs Folgen)

## Diskografie (Auswahl)
- 1979: Love Maniac (mit Ámbar)
- 1980: The Witch (mit Ámbar)
- 1982: Dangerous Rhythm
- 1984: María Conchita
- 1985: O Ella O Yo
- 1986: Grandes Éxitos
- 1987: Mirame
- 1988: Colors
- 1990: Hazme Sentir
- 1991: En Vivo – Mexico
- 1992: Imaginame
- 1994: Alejandra: Boleros
- 1997: Hoy y Siempre
- 1997: Bienvenido a Salome (Duett mit Stefan Waggershausen)